# Mychajlo Maksymowytsch

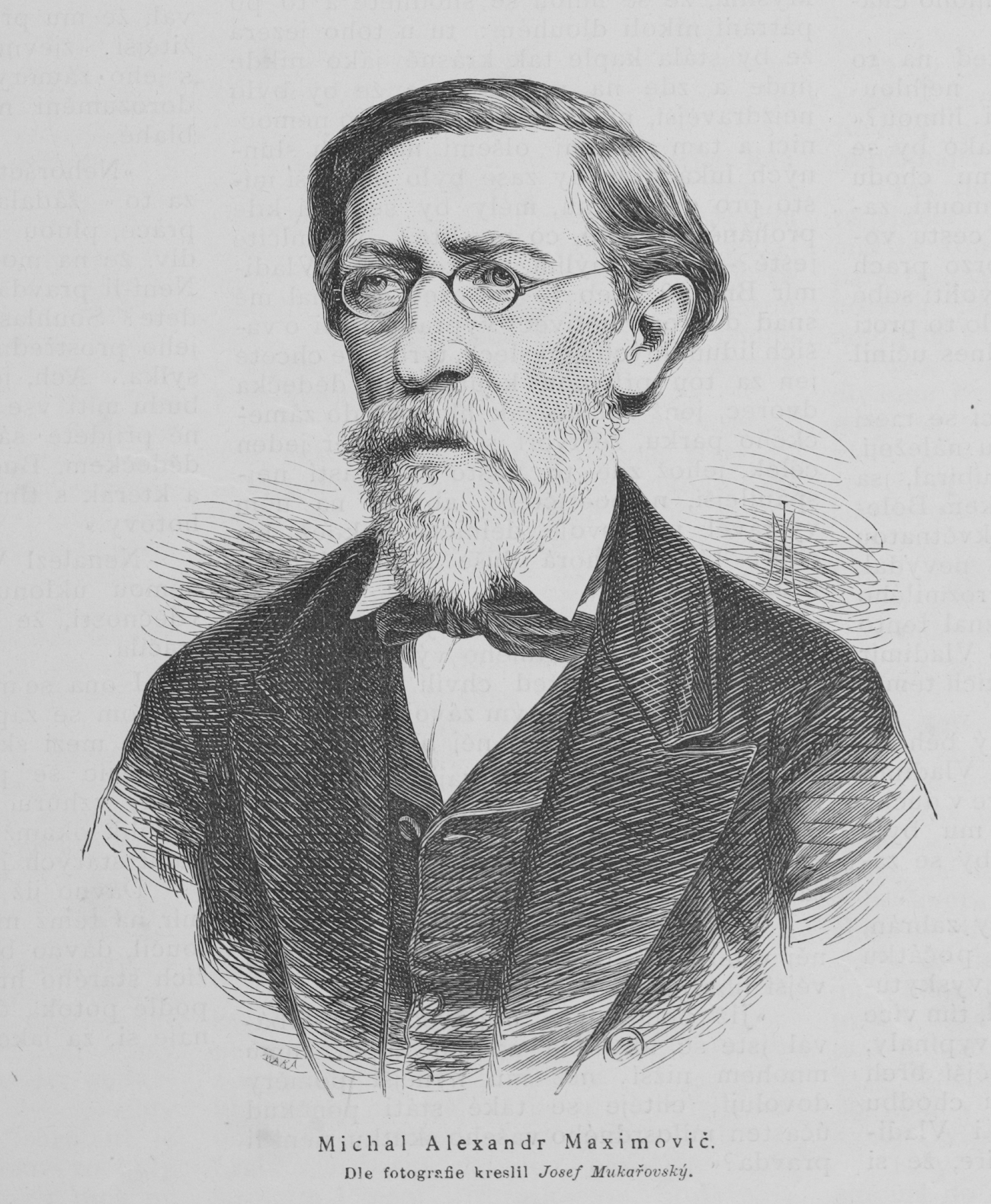
Josef Mukarowskij, Porträt von M. Maksymowytsch (1882)

Mychajlo Oleksandrowytsch Maksymowytsch (* 3. Septemberjul. / 15. September 1804greg. in Tymkiwschtschyna  bei Solotonoscha, Gouvernement Poltawa, Russisches Reich; † 10. Novemberjul. / 22. November 1873greg. in Michajlova Gora bei Kaniw, Gouvernement Poltawa, Russisches Kaiserreich) war ein ukrainischer Historiker, Philologe, Ethnograph, Botaniker und Dichter, der im Russischen Kaiserreich tätig war. Er war korrespondierendes Mitglied der Russischen Akademie der Wissenschaften in Sankt Petersburg, der erste Rektor der Kiewer Universität.
Maksymowytsch hat einen Beitrag im Bereich Natur- und Geisteswissenschaften geleistet, besonders in der Botanik und Zoologie, und in der Linguistik, Volkskunde, Ethnographie, Geschichte, Literaturwissenschaft und Archäologie. Er war ein bekannter Slawist. Seine Schriften im Fach Folkloristik spielten eine große Rolle in der ukrainophilischen Bewegung im neunzehnten Jahrhundert. Nach seinem Namen wurde die wissenschaftliche Bibliothek der Kiewer Universität benannt.

## Leben
Maksymowytsch wurde in einer alten Kosakenfamilie (staršina kazackaja) geboren, die einen kleinen Grundbesitz in Poltawer Gouvernment in der linksufrigen Ukraine hatte. Sein Vater Alexander Iwanowitsch Maxymowytsch war ein Oberst der Russischen Armee. Seine Mutter Glikerija Fjodorowna Timkowskaja gehörte zum alten adligen polnischen Haus Tymkowski. Nach der Absolvierung des Gymnasiums in Nowgorod-Sewerski studierte er Botanik und Philologie an der Universität Moskau, an der er 1823 seinen ersten akademischen Grad bekam. 1827 erhielt er, ebenfalls in Moskau, seinen zweiten akademischen Grad und 1832 seinen dritten. Nach dem Studium blieb er an der Moskauer Universität und beschäftigte sich mit akademischer Arbeit. Er lehrte Biologie und war Direktor des botanischen Gartens der Universität. Im Laufe dieser Zeitperiode publizierte er hauptsächlich über Botanik, aber auch über  Folklore und Literatur. Er lernte viele Hauptakteure des damaligen intellektuellen Lebens in Russland kennen wie z. B. die Schriftsteller Alexander Puschkin und Nikolai Gogol, mit denen er die Interesse für die ostslawische Geschichte und Kultur teilte.
1834 wurde er zum Professor für russische Literatur an der neu gegründeten Sankt-Wladimir-Universität in Kiew ernannt. Er wurde außerdem der erste Rektor dieser Universität. Maksymowytsch arbeitet weitgehende Pläne für eine Erweiterung der Universität aus, um bedeutende Zeitgenossen wie Nikolai Gogol, Taras Schewtschenko, Mykola Kostomarow eine Möglichkeit zu lehren zu schaffen. Kurze Zeit später musste er durch seine schwache Gesundheit und den Druck der reaktionären Regierung des Russischen Reichs, die Angst vor den politischen Verschwörungen unter dem polnischen Studentenkörper hatte, seine Rektoren- und Professorenstelle verlassen. Maksymowytsch versuchte polnische Studenten vor der politischen Repression zu verteidigen, aber hatte wenig Erfolg. Zar Nikolaus I. schloss die Institution für ein ganzes Jahr. Maximowitsch lebte danach in Ruhe auf seinem Grundbesitz in Michailowa Gora in der Mitteldneprregion und publizierte am meisten über die gemeinostslawische Folklore, Literatur und Geschichte. Er unternahm einiges um zur Universität zurückzukehren, aber das Bildungsministerium des Russischen Reiches verhinderte dies aus Angst vor seinen ukrainophilen Ansichten.
1847 wurde er tief beeindruckt von dem Arrest, Inhaftierung und Exil von Mitgliedern der ukrainophilen und panslawistischen Kyrill-und-Method-Bruderschaft, von denen viele, wie z. B. der Dichter Taras Schewtschenko, seine Freunde oder Studenten waren. Danach beschäftigte er sich hauptsächlich mit Studien und Publikationen.
1853 heiratete er. 1857 ging er in der Hoffnung, seine finanzielle Lage zu verbessern, nach Moskau, um Arbeit zu finden. 1858 kehrte Schewtschenko zurück aus dem Exil und besuchte ihn in Moskau. Schewtschenko besuchte ihn noch einmal, als er nach Michailowa Gora (heute der  verlassene Weiler Mychajlowa Hora (Михайлова Гора) auf dem Gebiet des Dorfes Prochoriwka) zurückkehrte. In dieser Zeit malte Schewtschenko Porträts von ihm und seiner Frau Maria.

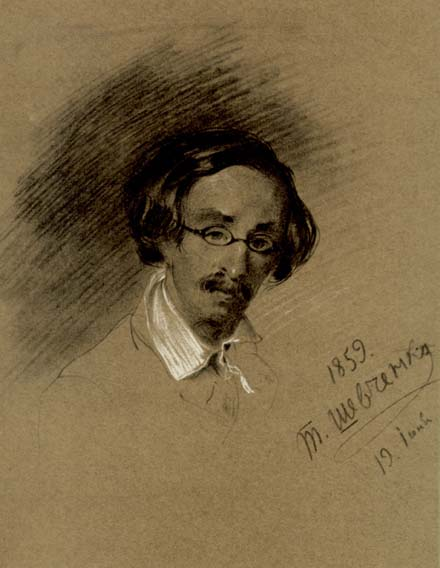
Porträt des Maksymowytsch von Taras Schewtschenko, 1859

In seinen letzten Jahren widmete sich Maksymowytsch immer mehr der Geschichte und nahm Teil an heißen Debatten mit den russischen Historikern Michail Pogodin und Mykola Kostomarow.
Trotz seiner Isolierung nahm er Teil in vielen wissenschaftlichen Kreisen, und kurz vor seinem Tod wurde zum korrespondierenden Mitglied der Russischen Akademie der Wissenschaften gewählt. Um die Zeit seines Todes bereiteten der Historiker Wolodymyr Antonowytsch und der Literaturkritiker Alexander Kotljarewsky eine große dreibändige Ausgabe seiner sämtlichen Werke vor.

## Arbeit und Ideen

### Sprache
Im Jahr 1827 gab Maksymowytsch „Kleinrussische Lieder“ heraus. Eine weitere Kompilation mit dem Titel "Ukrainische Volkslieder" wurde von Maksymowytsch im Jahr 1834 herausgegeben. Außerdem wurde von ihm „Stimmen der ukrainischen Lieder“ verfasst. In Kiew begann er im Jahr 1849, eine umfangreichere Ausgabe mit dem Titel „Kompilation der ukrainischen Lieder“ vorzubereiten.
Er beschäftigte sich mit der Studie der russischen, und besonders der südrussischen Sprache und veröffentlichte die „Kritisch-historische Forschung der russischen Sprache“ sowie „Anfänge der russischen Philologie“. In diesen Arbeiten verglich er die russische Sprache mit den westslawischen Sprachen. Er war ein großer Verteidiger der Existenz der „südrussischen“, oder „ukrainischen“ Sprache und opponierte seinem Kollegen Pogodin, was die Frage des Alters der ukrainischen Sprache betraf.
Maksymowytsch veröffentlichte seine „Philologische Briefe an M. P. Pogodin“ von 1856 und „Rückbriefe an ihm“ von 1857.

### Geschichte
Im Laufe seines Lebens schrieb und publizierte er über 260 Werke. Eine besondere Bedeutung haben seine Forschungen zum Thema Kosakentum. Er war einer der ersten unter zeitgenössischen ukrainisch-russischen Historikern, der die historische Bedeutung des Chmelnyzkyj-Aufstandes aufzeigte. Seine Werke über Bohdan Chmelnyzkyj haben zum großen Teil einen kritischen Charakter. So sind seine zwei umfangreichen Rezensionen der Aufsätze von Mykola Kostomarow („Bohdan Chmelnyzkyj“) und W. B. Antonowitsch (Akten über Kosaken). Er publizierte im Magazin „Osnowa“ („der Grund“) „Briefe über Bohdan Chmelnyzkyj“ (1861). Eine besondere Bedeutung haben seine Studien „Über Hetman Sahajdachnyj“, „Rundschau der Stadtregimenten und -Hundertschaften“, „Über die Bubnowskaja-Hundertschaft“, „Über die Kolyjiwschchina“ und viele andere kleinere Publikationen. Er studierte viele Archivdokumente und sammelte seltene Fakten über die Geschichte der Städte und Dörfer der heutigen Ukraine. Was die von ihm geschriebene Werke zum Thema Archäologie betrifft, ist der Artikel über Pfeile, die am Dnepr-Ufer gefunden worden waren, wichtig.

## Ausgewählte Publikationen

### Naturwissenschaften
- «О системах растительного царства» [Über die Systeme des Reichs der Pflanzen],
- «Основания ботаники» [Grundlagen der Botanik],
- «Главные основания зоологии» [Hauptgrundlagen der Zoologie],
- «Размышления о природе» [Nachdenken über die Natur],
- «Книга Наума о великом Божием мире» [Das Buch von Naum über die große Welt Gottes]

## Erwähnungen
- Michail Maxymowytsch, Киев явился градом великим, (Kiew jawilsja gradom welikim), (Kiew: Lybid, 1994).
- Mychailo Hruschevskyj, "Малороссийские песни" Максимовича й століття українькскої наукової працi,  ('Malorossijskie pesni' Maksymovycha j stolittja ukrainskoji naukovoji prazi), Ukrajina, №.6 (1927)
- Dovidnyk z istorji Ukrajiny, (Довiдник з iсторii України), Red. I. Pidkowa und R. Schust (Kyiw: Heneza, 2002), Seiten 443–444